# Gouget noir

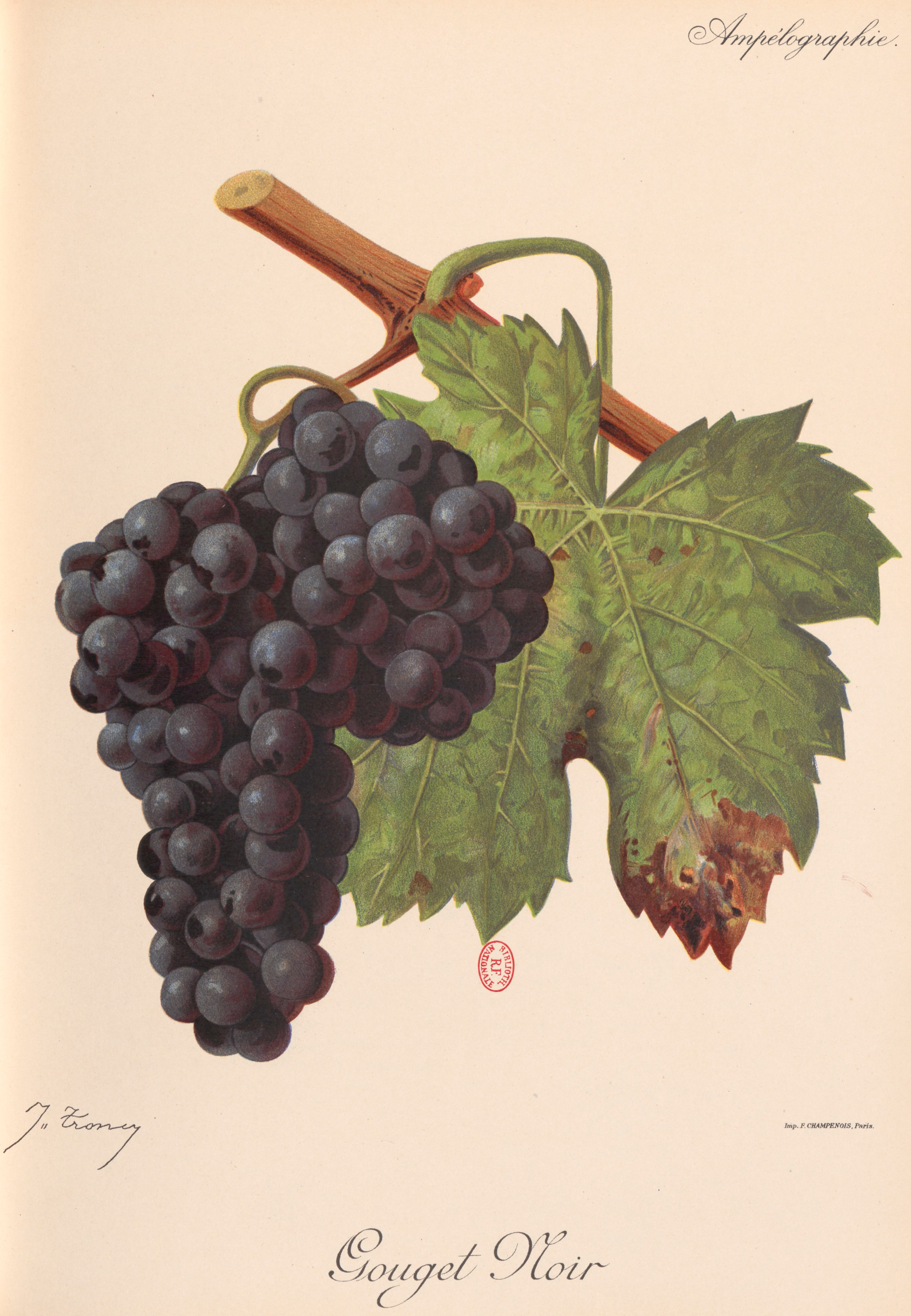
Gouget noir.

La Gouget Noir è una varietà di vitigno francese che cresce nei dipartimenti di Allier e Cher, nella Francia centrale. Questa varietà, nel XIX secolo era largamente coltivata con quasi 17 000 ettari (42 008 acri) ma l'epidemia di fillossera ne ha diminuito fortemente il numero e dal 2008 ne sono piantati circa 10 ettari (25 acri) in Francia.

## Storia

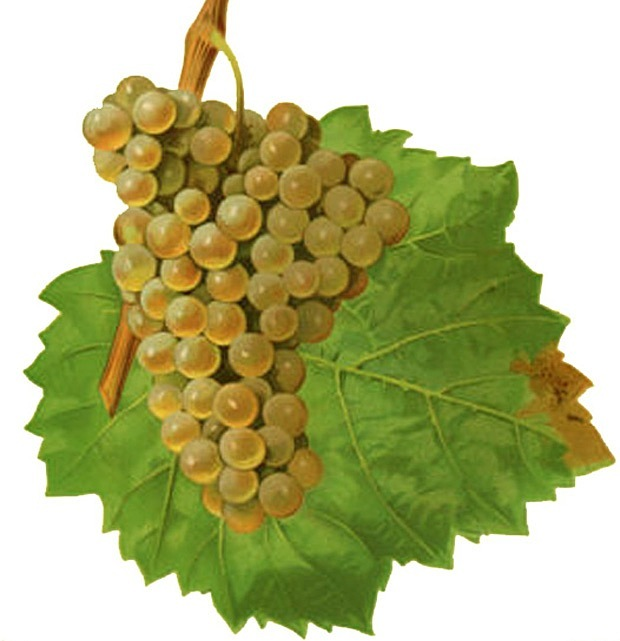
Il Gouget noir potrebbe essere un discendente del Gouais blanc (nella foto), noto anche con il sinonimo Gouget blanc.

L'origine del nome Gouget è sconosciuta. Alcuni esperti di vino, come il Master of wine Jancis Robinson, ipotizzano che questo nome possa essere derivato dal nome di un proprietario del vitigno poiché Gouget è un nome usato comunemente in Francia. Analisi del DNA suggeriscono che questa varietà derivi dal vitigno Unno Gouais Blanc, conosciuto anche come Gouget Blanc, che ha generato diverse tipologie di uve come Chardonay, Gamay noir, Aubin vert, Balzac blanc and Bachet Noir.
La storia di quest'uva, nella Francia centrale, risale almeno al XIX secolo dove un documento del 1843 dimostrò che nei dipartimenti di Allier e Cher era estremamente apprezzata per la dolcezza della sua polpa e che per questo motivo veniva utilizzata sia come uva da tavola che da vino. La Goget Noir divenne era una specialità dei comuni Domérat, Huriel e Montluçon e a metà del 19esimo secolo rappresentava quasi la metà di tutti gli impianti di vigneti di Allier con circa 17 000 ettari (42 008 acri) coltivati. In modo simile a tutte le regioni vinicole francesi, la viticoltura nella regione di Allier è caduta in declino a seguito dell'epidemia di filossera avvenuta verso la fine del 19esimo secolo ma, con la ripresa della produzione vinicola, molti dei vigneti della regione di Alles sono stati recuperati piantando nuove varietà come la Gamay Noir.

## Viticoltura

Dipartimento dell'Allier, nella Francia centrale, dove il Gouget noir viene ancora coltivato oggi.

La Gouget Noir è una varietà a maturazione precoce che produce piccoli grappoli di minuscoli acini. La vite tende a germogliare velocemente ma è abbastanza resistente al gelo primaverile, il pericolo principale di questa vite è rappresentato dalla suscettibilità alla muffa grigia o botrite.
Questa varietà viene spesso confusa con un clone di Gamay noir o di Pinot Noir e nonostante possa esistere una relazione con la Gamay Noir per via di una discendenza comune dalla varietà Gouais Blanc, analisi di DNA hanno tuttavia dimostrato che la Gouget Noir è a tutti gli effetti una varietà distinta.

## Regioni vinicole
Oggi la Gouget Noir è ancora coltivata nelle regioni di Allier e Cher ma gli ettari coltivati sono decisamente minori sia rispetto al periodo precedente l'epidemia di filossera ma anche rispetto ai 793 ettari(1,826 acri) che venivano coltivati dopo la seconda guerra mondiale. Il censimento dei vitigni da vino del 2008 contava solo 10 ettari (25 acri) di uva, per lo più nel comune di Huriel nel dipartimento di Allier.

## Sinonimi
Nel corso degli anni la Gouget Noir è stata conosciuta con una varietà di sinonimi tra i quali: Gauget Noir, Gouge, Gouge Noir, Goujet, Lyonnais, Moret, Nérou, Neyrac, Neyran, Neyrou and Petit Neyran.